# بردگوری نصیرآباد ۴٬۵
بردگوری نصیرآباد ۴٬۵ مربوط به دوره اشکانیان - دوره ساسانیان است و در شهرستان کوهرنگ، بخش مرکزی، دهستان شوراب تنگزی، شمال شرق روستای نصیرآباد واقع شده و این اثر در تاریخ ۱۲ شهریور ۱۳۸۶ با شمارهٔ ثبت ۱۹۵۲۱ به‌عنوان یکی از آثار ملی ایران به ثبت رسیده است.